# Маршалл Ло
Маршалл Ло (яп. マーシャル・ロウ) — вымышленный персонаж из серии видеоигр в жанре файтинг Tekken от Bandai Namco Entertainment. Дебютировав в Tekken (1994), первой игре серии, Ло представлен как американец китайского происхождения, управляющий ресторана, который намеревается открыть собственное додзё, в результате чего он принимает участие в турнире «Король Железного Кулака» с целью выиграть призовые деньги. У Маршалла есть сын Форест, заменивший его в качестве играбельного персонажа в Tekken 3 (1997). Также он является хорошим другом Пола Феникса. Персонаж основан на легендарном мастере боевых искусств Брюсе Ли, разделяя с ним внешнее сходство и боевой стиль.

## Появления

#### В видеоиграх
По сюжету игровой серии, Маршалл Ло представлен как мастер боевых искусств, владеющий рестораном в китайском квартале, который, как и его близкий друг Пол Феникс, имеет финансовые трудности, ставшие его основной мотивацией для участие в турнирах «Король Железного Кулака» на протяжении всех игр Tekken. Будучи известным как «Боевой повар», Маршалл, ко всему прочему, является отцом Фореста Ло. Он принимает участие в первом турнире «Король Железного Кулака» в надежде открыть собственное додзё на призовые деньги, что ему в конечном итоге удаётся, несмотря на проигрыш. Тем не менее, в Tekken 2 выясняется, что его ученики подверглись нападению, тогда как само додзё разрушил Пэк Ду Сан, в связи с чем Ло вступает во второй турнир, чтобы отомстить своему оппоненту. Несмотря на то, что Маршал не является играбельным персонажем в Tekken 3, по сюжету игры выясняется, что он восстановил разрушенное додзё благодаря сети ресторанов китайского фастфуда под названием «Маршалл в Китае» в США. В то же время, Пол убеждает сына Маршалла Фореста принять участие в третьем турнире, что приводит к конфликту между Полом и Маршаллом.
Как и в случае с Полом в Tekken 4, Маршалл терпит крупные финансовые убытки, что приводит к банкротству. Он решает принять участие в четвёртом турнире «Король Железного Кулака», дабы закрыть многочисленные долги, но терпит неудачу, после чего становится мойщиком посуды в Японии, где разворачивается турнир. В Tekken 5, когда Маршалл готовится записаться на пятый турнир в надежде покрыть медицинские счета, возникшие после попадания Фореста в аварию, его депортируют в США, так как власти обнаруживают, что тот нелегально работал в Японии. В Tekken 6, Пол предлагает Ло сформировать команду для предстоящего шестого турнира, полагая, что таким образом увеличатся их шансы на победу. Также они объединяются с всемирно известным боксёром Стивом Фоксом.
Также Маршалл появляется в неканоничных играх серии Tekken Tag Tournament 2 и Tekken Revolution. Кроме того, он является играбельным персонажем в файтинге-кроссовере Street Fighter X Tekken, где его напарником выступает Пол Феникс. Он выступает в качестве открываемого персонажа в многопользовательской игре в жанре Beat ’em up Urban Reign 2005 года. В Super Smash Bros. Ultimate Маршалл появляется в качестве духа.

#### Дизайн и геймплей
Внешность, голос и поведение Маршалла Ло создавались как дань уважения Брюсу Ли, от которого он также перенял свой боевой стиль. В интервью 2015 года, продюсер серии Кацухиро Харада выразил сожаление относительно моделирования некоторых персонажей на основе реальных личностей, в частности Ло: «Они могли бы быть уникальными, но вместо этого потеряли свою значимость». Харада лично озвучивал Маршалла и Фореста в первых пяти играх основной серии в течение 16 лет, однако, начиная с Tekken 6 он посчитал себя не способным более озвучивать героев. В 2013 году, Кевин Вонг из Complex отметил: «Ло обладает всеми культовыми приёмами Брюса Ли: ударом в сальто, ударом кулаком и пинком в прыжке, и это не считая его одежды из фильмов «Выход дракона» и «Игра смерти». При создании его модели для Tekken 4, действие которой разворачивается 21 год спустя после событий Tekken 2, разработчики хотели придать Маршаллу более пожилой вид, добавив к его образу усы, растрёпанные волосы, а также чёрные штаны с красным поясом. По словам JP Hurh из Game Revolution, у персонажа был «вид человека употребляющего крэк», что, по его же мнению, можно было ожидать «спустя многолетнего физического насилия». Альтернативный костюм Ло для Tekken 5 разработал японский мангага Рёдзи Минагава.
Как и в случае с многими персонажами Tekken, боевой стиль Ло можно описать просто как «боевые искусства». В своём ревью GameSpy писал, что в Tekken 5 у Ло были «отличные комбо удары и низкие атаки», однако «те же комбо были менее разрушительны, чем у других персонажей». По мнению IGN, в Tekken 6 в арсенале Ло присутствуют отличные приёмы подбрасывания, отличные контратаки и лёгкие в освоении комбо-удары. Тайлер Нагата из GamesRadar описал стиль Ло как «оснащённый трудно блокируемыми атаками и непредсказуемыми ударами, которые легко переходят в случайные комбинации».

### Другие появления
Маршалл кратко появляется в OVA «Tekken: The Motion Picture» 1998 года, где является одним из участников турнира. Впоследствии он сбегает со взрывающегося курорта Мисима вместе с другими выжившими бойцами. В фильме «Теккен» 2009 года, роль Маршалла Ло исполнил американец вьетнамского происхождения Кунг Ле, который, по сюжету, является оппонентом Дзина Кадзамы в отборочных поединках. В интервью 2012 года, актёр выразил сожаление, что коронный приём Ло был отдан Дзину: «Если вы не хотите, чтобы этим приёмом владел Ло, тогда не нужно использовать этот приём на нём... они [создатели фильма] разбавили кино чушью».

## Отзывы и мнения
В отличие от других персонажей [ Tekken ], которые жаждут мести, мирового господства или славы, Ло всего лишь хочет оплатить свои счета, поскольку перед началом каждого турнира предстаёт разорённым. Ло добавляет необходимую лёгкость в происходящие события, а также никогда не стирает грань между данью уважения и плагиатом Брюса Ли.
В 2006 году Мэтт Свайдер из Gaming Target поместил Маршалла на 8-е место среди «11 лучших персонажей Tekken» с описанием: «Маршалл Ло, практикант «боевых искусств Маршалла», всегда участвовал в турнире с одной мыслью: выиграть деньги». В 2008 году, GamesRadar назвал его одним из «самых крутых клонов Брюса Ли», со словами: «Фанаты Tekken понимают угрозу, которую представляет Ло, даже если им управляет обычный кнопочник». Майкл Гримм из GamesRadar сравнил Маршалла и Фэй Лонга, персонажа Street Fighter в игре 2010 года Street Fighter X Tekken: «Есть много хороших слов, чтобы описать происхождение Фэй Лонга и Маршалла Ло: трибьют, дань уважения, увековечивание, но мы собираемся ограничиться «бесстыдным плагиатом». В 2012 году, Элтон Джонс из Complex поставил его на 8-е место в списке «Самый доминирующий персонаж файтинга», назвав его «лучшим» из «всех бойцов файтингов, основанных на Брюсе Ли», в то время как его «крики, сальто ногами и худощавое телосложение вызывают воспоминания о любимом «Драконе» Голливуда». В 2014 году, Джек Пули из WhatCulture назвал Ло 17-м лучшим персонажем «beat 'em up», сославшись на его сходство с Ли как «большую часть того, почему им так чертовски весело играть», он добавил: «Мне нравится в нём всё, от боевого стиля с ударами ногами и сальто до пронзительных криков, которые он издаёт во время атаки». Курт Калата из Hardcore Gaming 101 занёс Маршалла, наряду с Фэй Лонгом и персонажем Mortal Kombat Лю Каном, в категорию «Боевое клише №1: копирование Брюса Ли». Несмотря на добавление Маршалла в Street Fighter X Tekken, он занял лишь 33-е место из 54 в официальном опросе фанатов, проведённом Namco в 2012 году, в котором он получил 4,57% (4 038) голосов из 88 280.
В 2009 году, ЭДжей Глассер из Kotaku включил Маршалла в свой список «Лучших и худших отцов в видеоиграх», добавив : «Ло больше занимается ресторанами, чем собственным сыном, однако он не останавливается не перед чем, чтобы оплатить больничные счета, когда тот попадает в аварию». В 2012 году, в своём превью к Street Fighter X Tekken Нейт Мин из Crunchyroll описал Маршалла и Пола Феникса как «мошенников, которые быстро разбогатели». В 2016 году, Сэм Ловеридж из Digital Spy поместил Маршалла на 8-е место в списке «Самых худших имён персонажей видеоигр», однако отметил его «крутость». В интервью 2014 года, актёр фильма «Уличный боец: Кулак убийцы» Джоуи Анса особо выделил Ло в своей критике развития повествования в серии Tekken, отметив, что Ло стал более «более комедийным персонажем, которого волнует только его ресторан».